# Санта-Анастасия
Са́нта-Анаста́сия (итал. La chiesa di San Pietro da Verona in Santa Anastasia — Церковь Святого Петра Веронского и Святой Анастасии) — готическая базилика в городе Верона (Италия). Самая крупная из городских церквей, более известная под сокращённым названием: «Санта-Анастасия». Воздвигнута в честь христианской святой великомученицы Анастасии Сирмийской. Ранее на этом месте существовала более древняя церковь, посвящённая той же святой. Базилика была построена по проекту двух доминиканских монахов Фра Бенвенуто-да-Болонья и Фра Никола-да-Имола. Строительство началось в 1290 году и продолжалось до 1481 года. Изначально церковь посвятили святому Петру Веронскому, первому доминиканскому мученику и со-покровителю города, однако горожане продолжали называть базилику именем святой Анастасии. Церковь принадлежала доминиканцам до 1808 года.

## Архитектура
Базилика имеет три нефа с трансептом и план в виде латинского креста. К высокой апсиде пристроена кирпичная кампанила (колокольня) с высоким шатром и выложенными белым камнем рёбрами. Главный фасад церкви остался незавершённым (верхняя часть лишена облицовки). Портал церкви (1330) имеет два дверных проёма с арками, поддерживаемыми декоративными колоннами из красного, чёрного и белого мрамора и украшен барельефами работы Риджино-ди-Энрико. Арки образуют три люнета: в большем из них находится изображение Святой Троицы с двумя ангелами и фигурами Девы Марии и Святого Иосифа по сторонам. В двух меньших люнетах прямо над порталом изображены епископ, ведущий веронцев, и святой Петр Веронский, ведущий монахов, с чёрно-белым знаменем доминиканцев. Пять выступов готической арки украшены шестью сценами из жизни Иисуса: Благовещение, Рождество, Поклонение волхвов, Путь на Голгофу, Распятие и Воскресение. Центральная колонна между дверями украшена горельефами со святым Домиником, святым Петром Веронским и святым Фомой Аквинским.
Рядом со входом в базилику установлена «Арка» (Arca di Guglielmo da Castelbarco, или «висячий» саркофаг Гульельмо-да-Кастельбарко). Создание «Арки» относят к 1320 году, он считается предшественником веронских арок Скалигеров у церкви Санта-Мария-Антика.

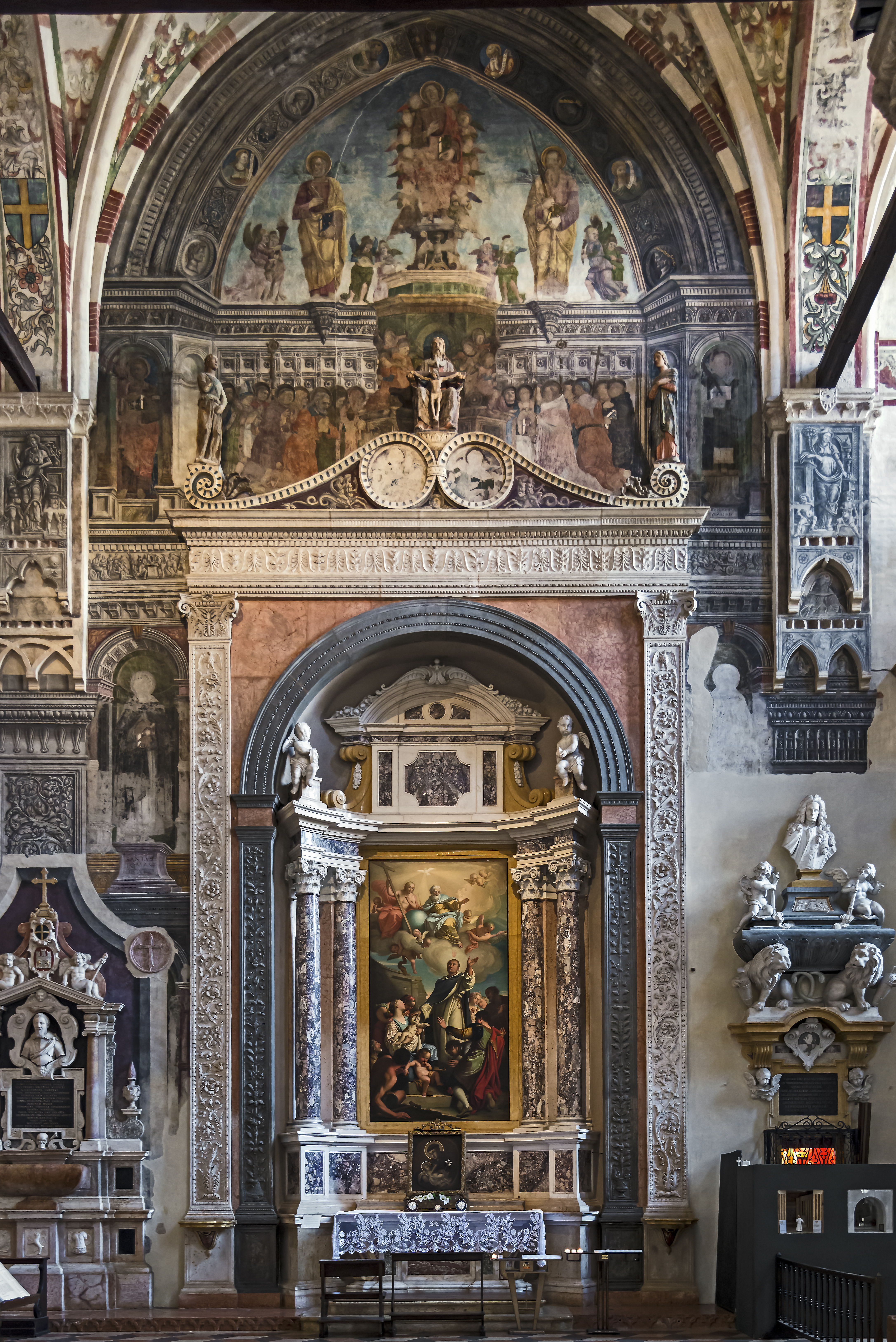
Капелла Викентия Феррери

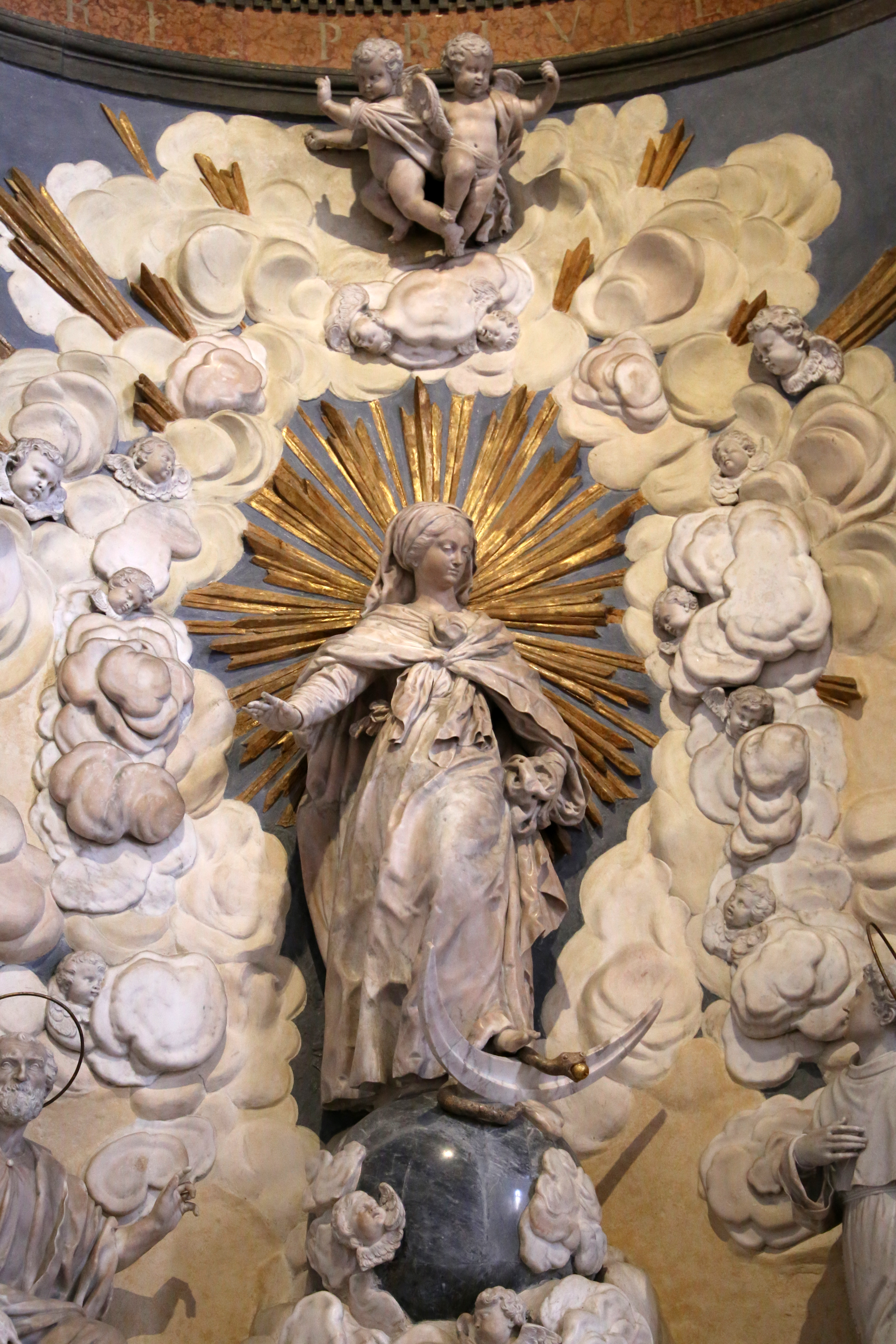
О. Маринали. Мадонна Ассунта-Иммакулата (Вознесение Пречистой Девы). 1680-е гг. Капелла Святой Девы Марии

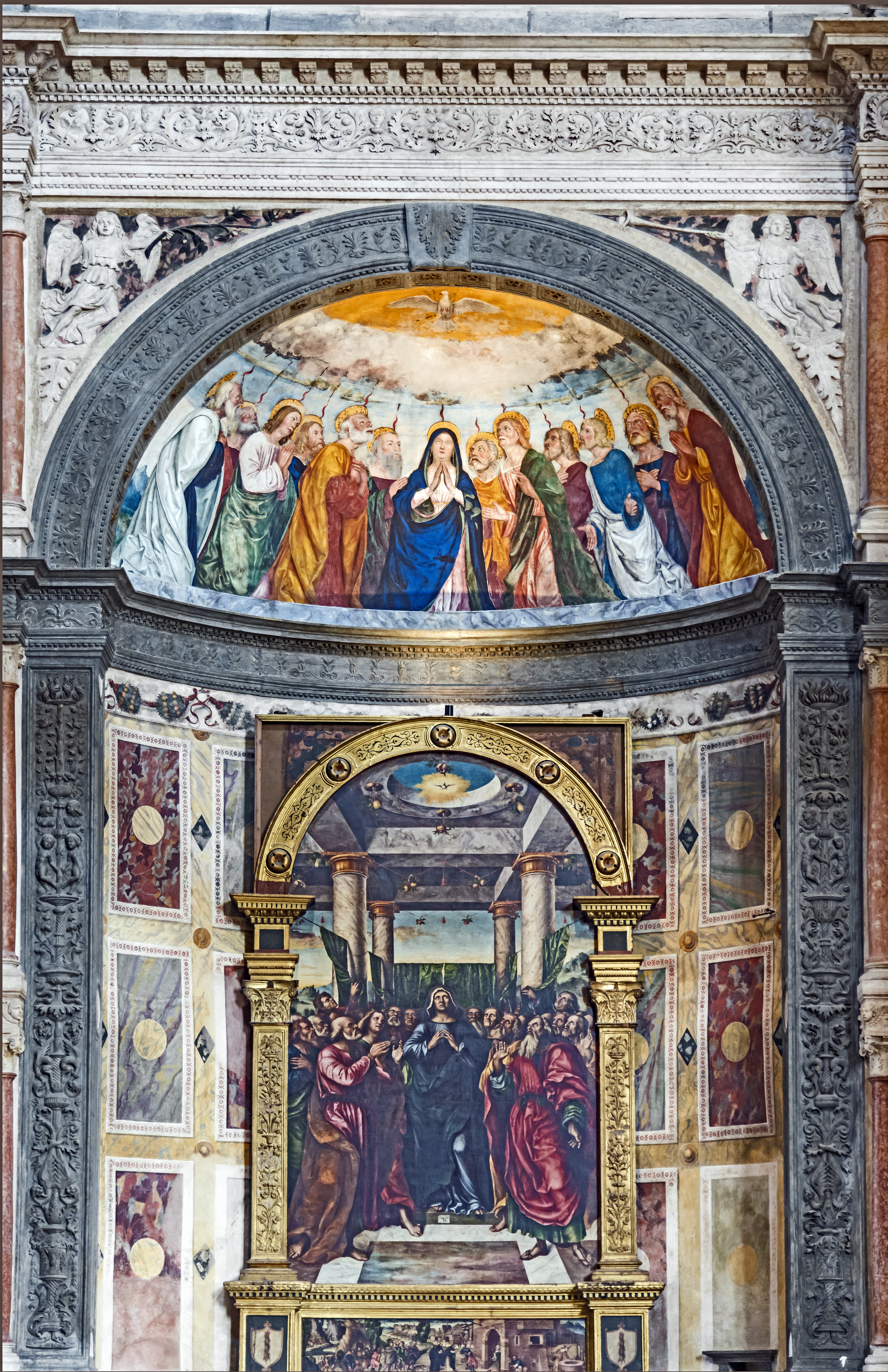
Капелла Святого Духа

## Интерьер
Интерьер церкви разделён на центральный и боковые проходы колоннадой из двенадцати круглых колонн красного мрамора, которые поддерживают крестовые своды, украшенные растительным орнаментом. У двух колонн, расположенных у входа в церковь устроены лавабо (водосвятные чаши) (XVI век), опирающиеся на гротескные статуи, называемые «горбунами святой Анастасии».
Мозаичный мраморный пол церкви выложен Пьетро да Порлецца в 1462 году из белого, розового и серо-голубого мрамора. Мрамором тех же цветов была облицована аркатура входного портала базилики.

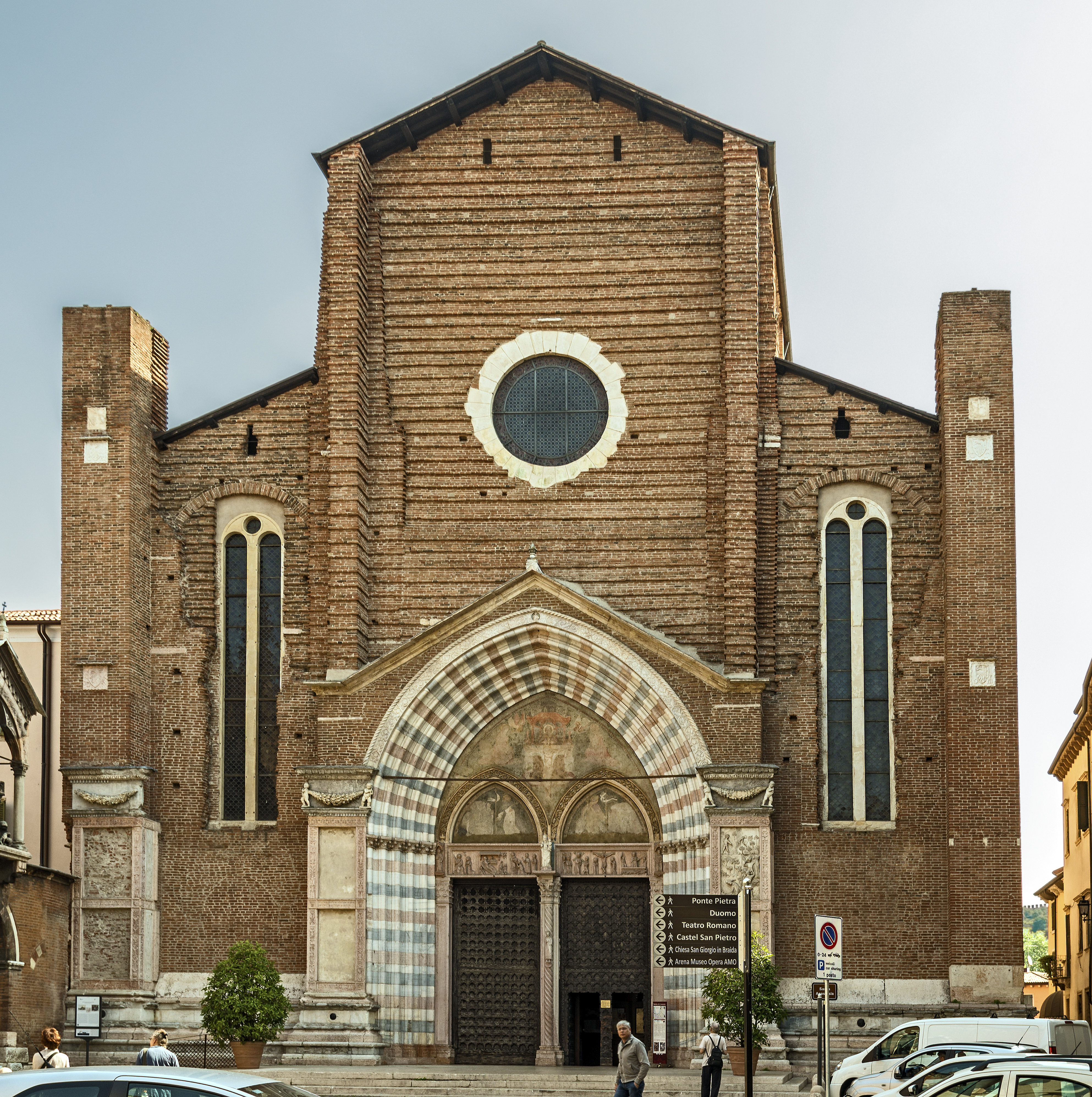
Фасад церкви
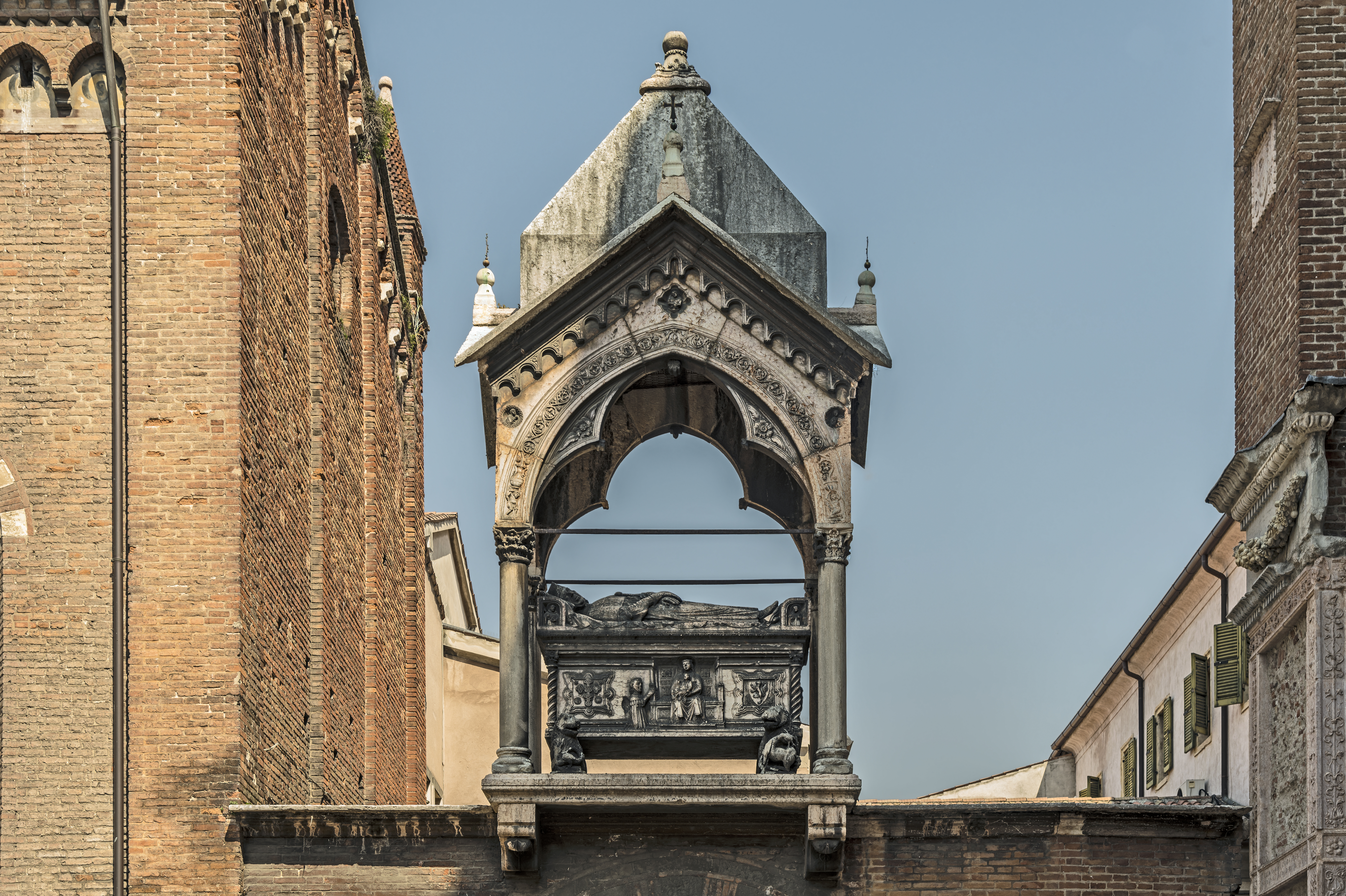
Aрка Гульельмо да Кастельбарко
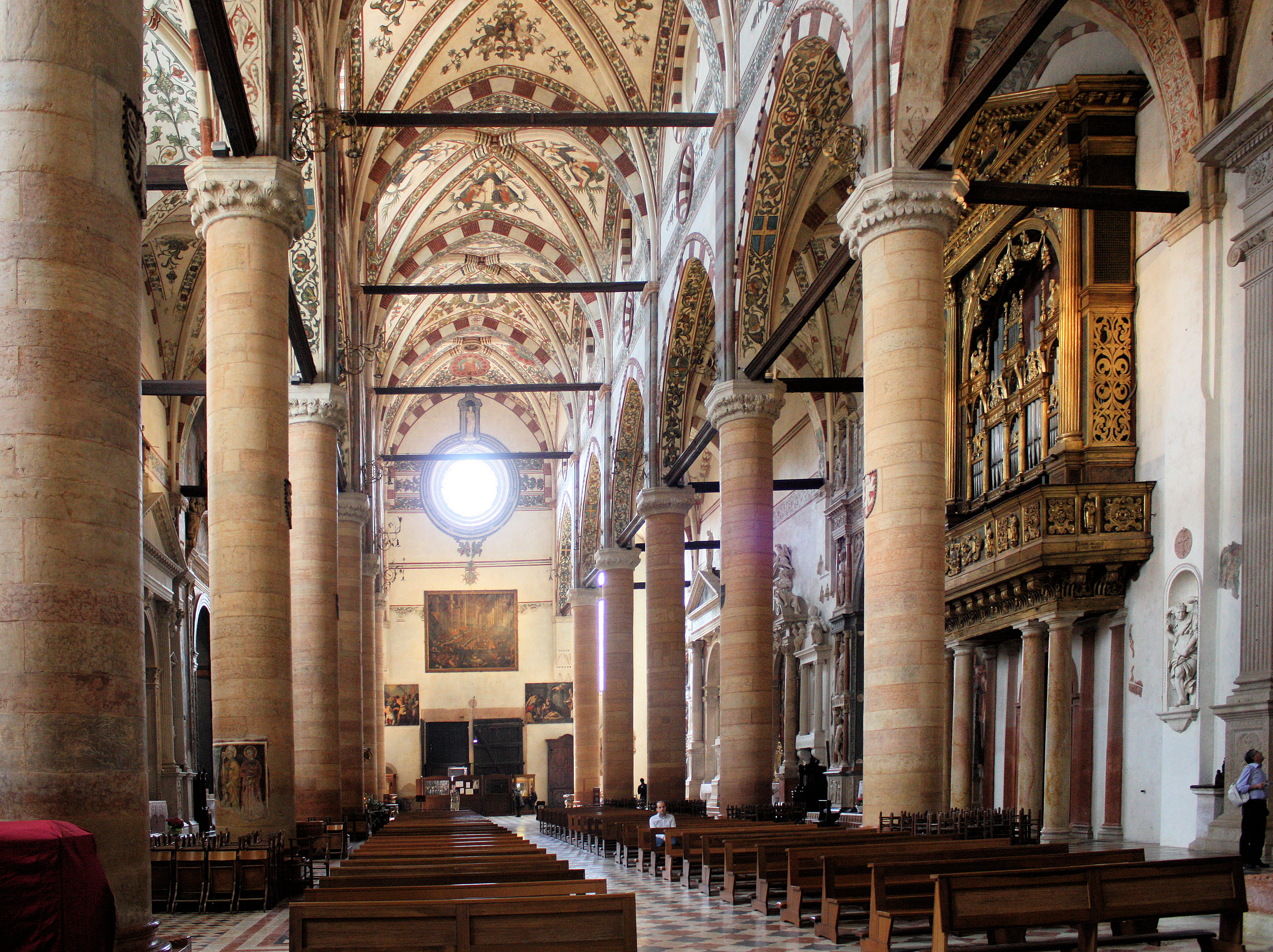
Интерьер. Контрфасад
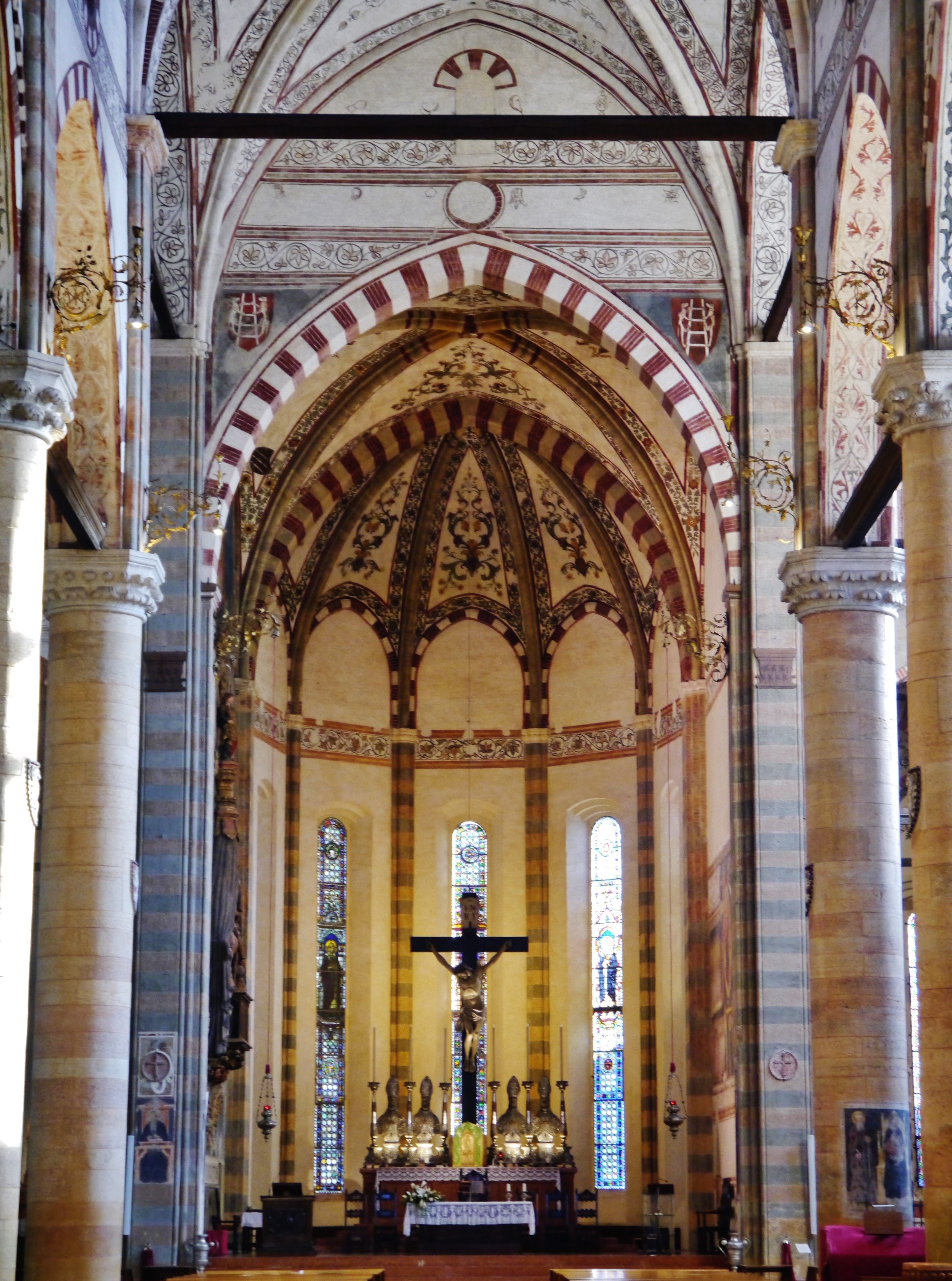
Хор и апсида
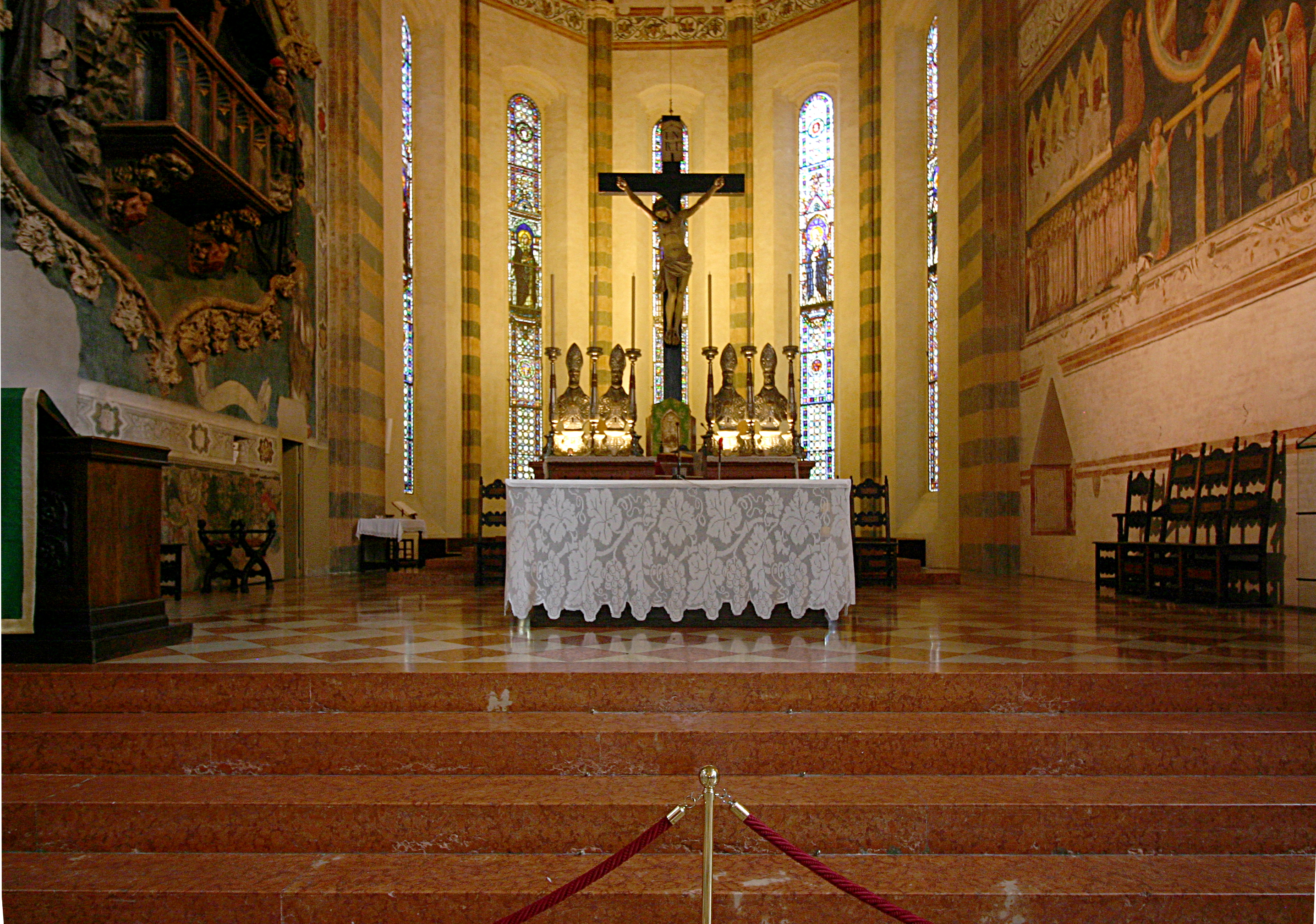
Главный алтарь
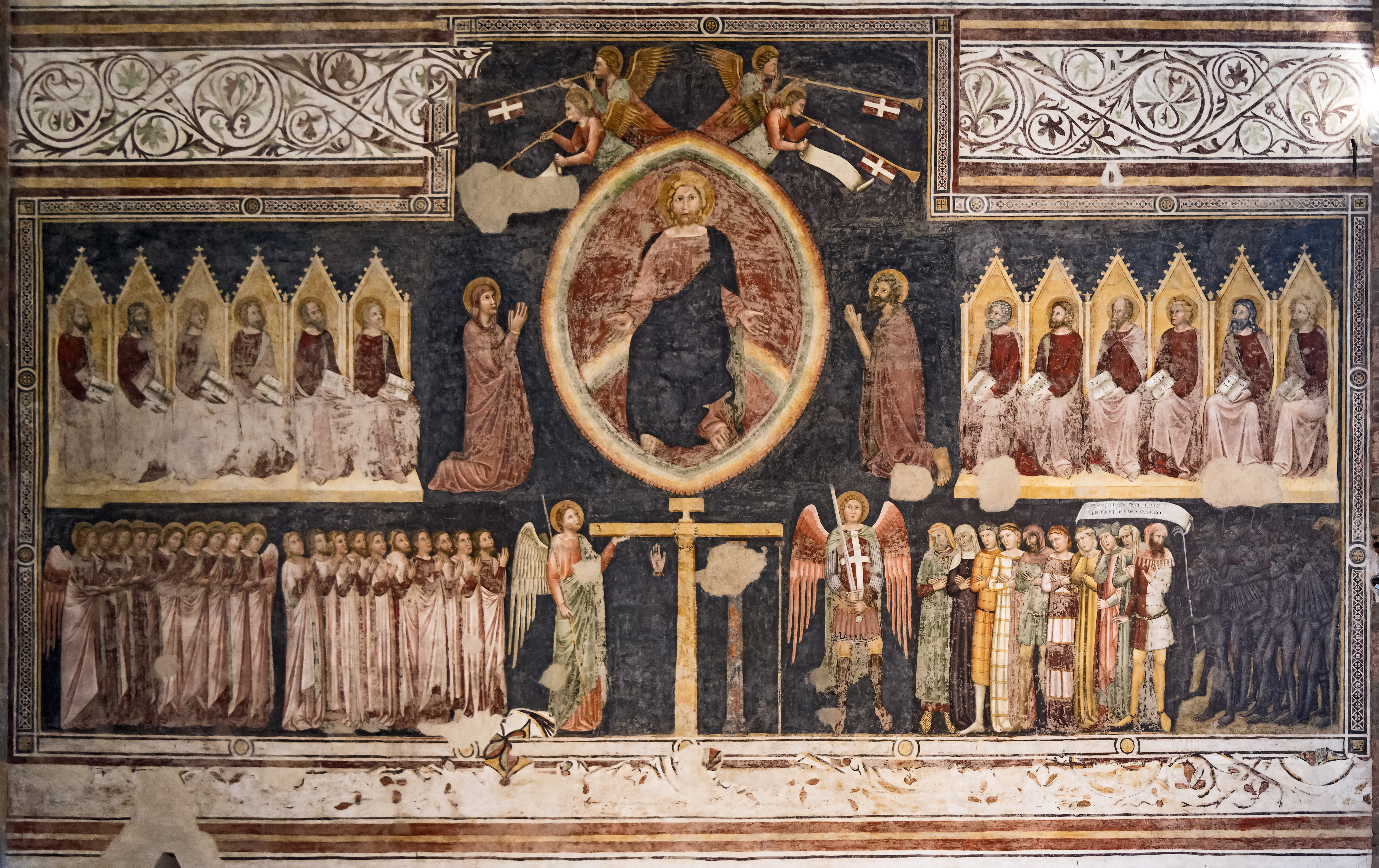
Туроне ди Максио. Страшный суд. 1360. Фреска правой стены апсиды
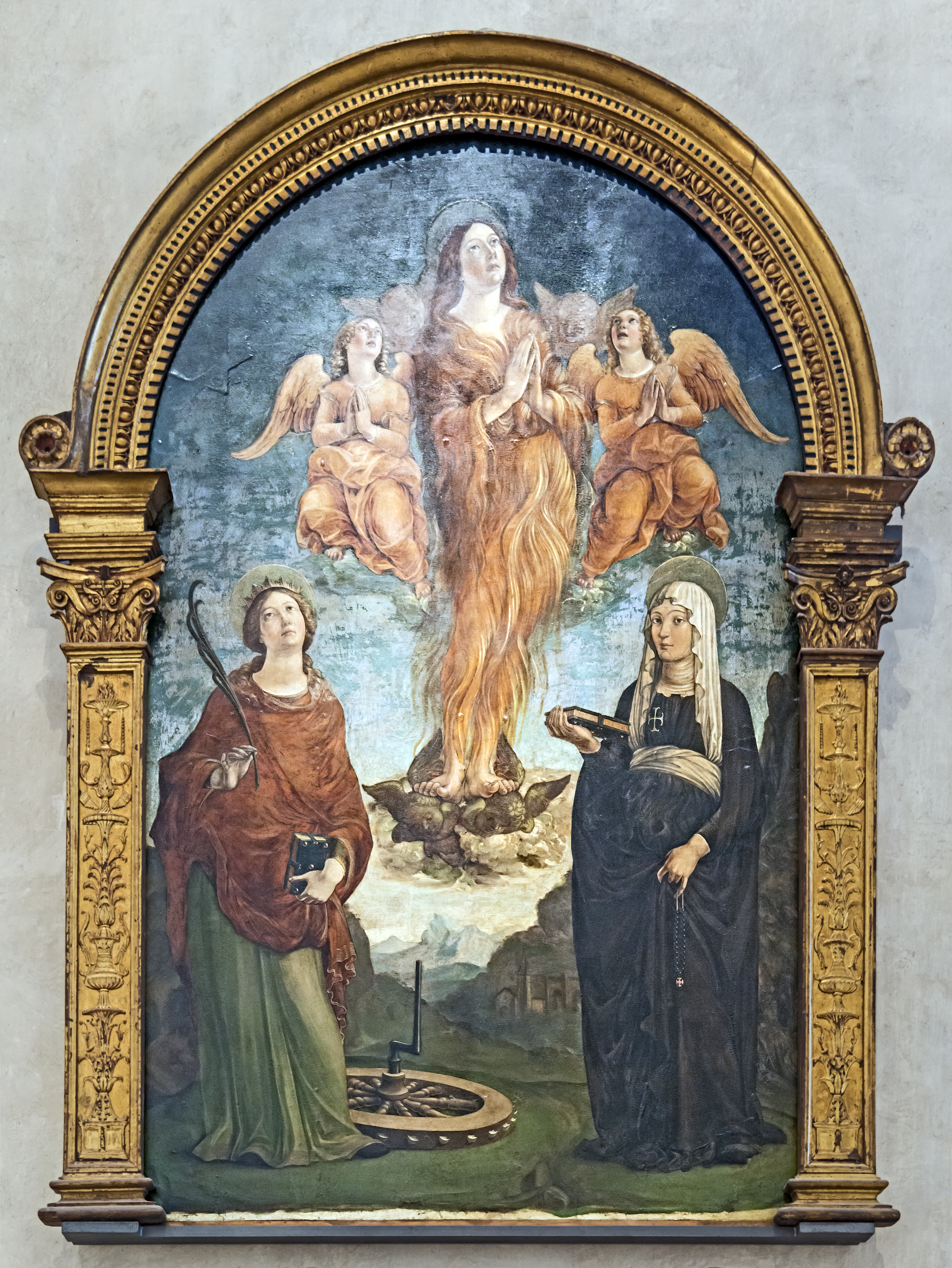
Либерале да Верона. Вознесение Святой Магдалины со святыми Екатериной Александрийской и Тосканой. 1490
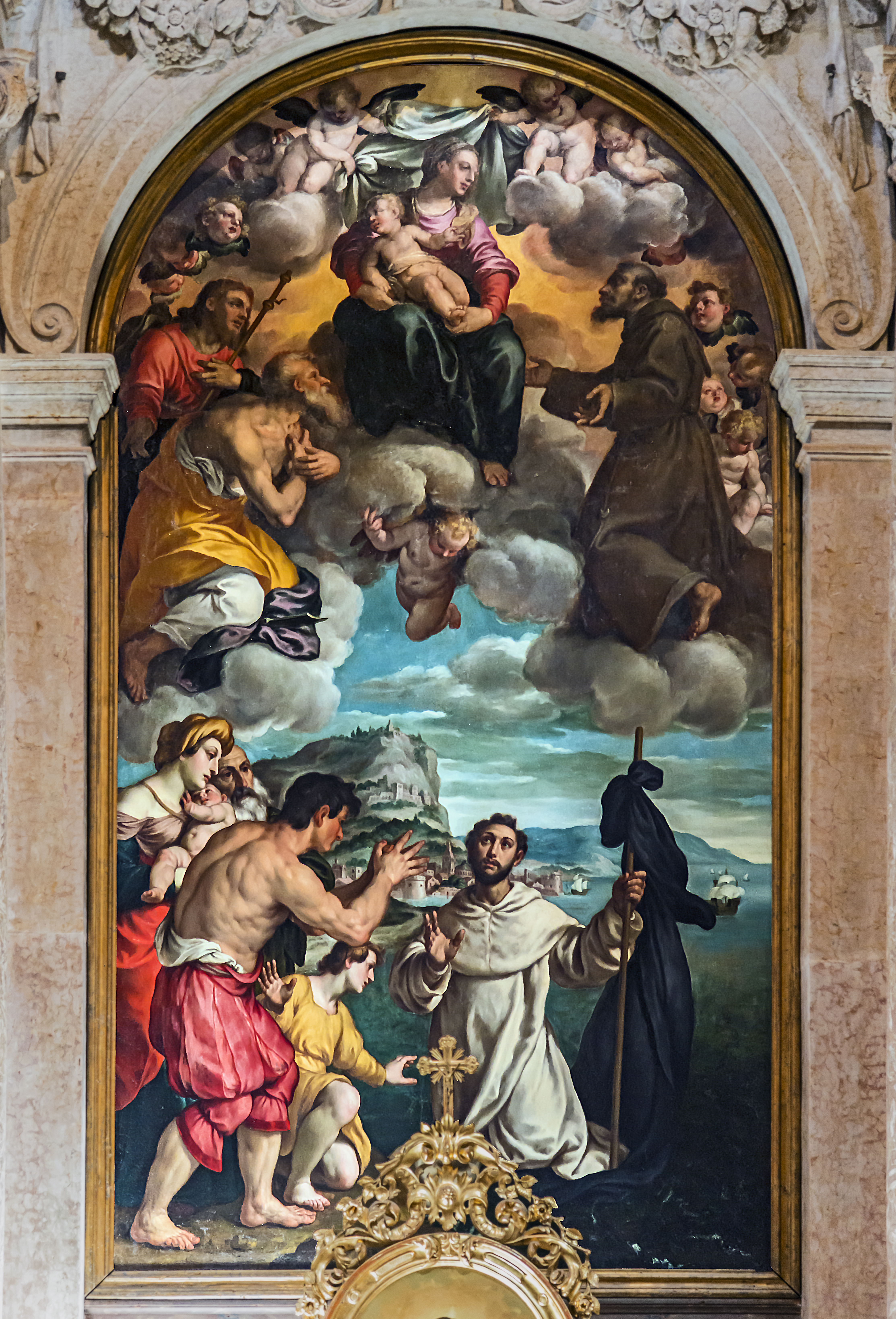
Ф. Брузасорци и А. Турки. Алтарь Святого Раймондо Пеньяфорта
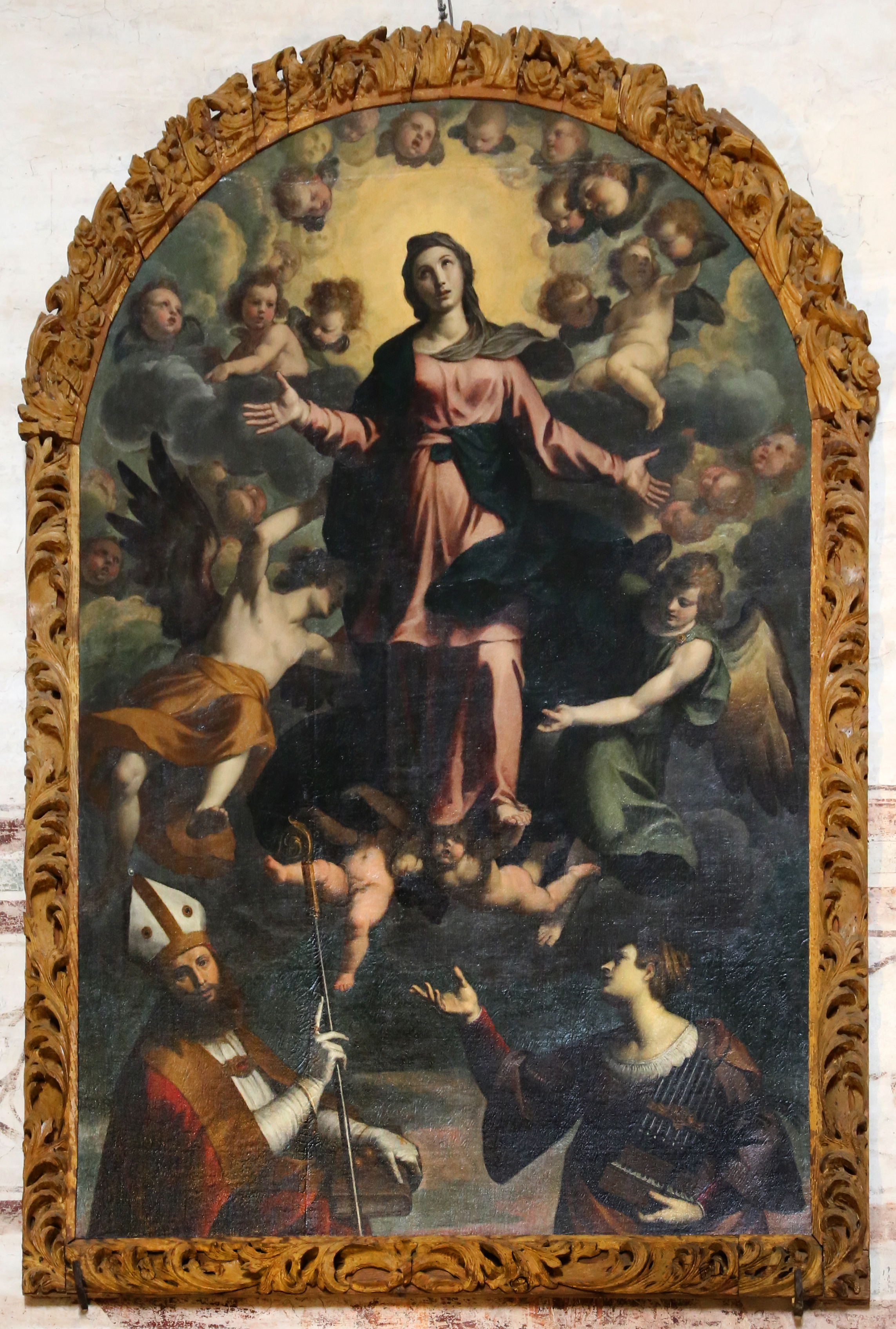
А. Турки. Ассунта (Вознесение Девы Марии) со святыми Николаем и Чечилией
Пизанелло. Святой Георгий, освобождающий принцессу. Фреска Капеллы Пеллегрини
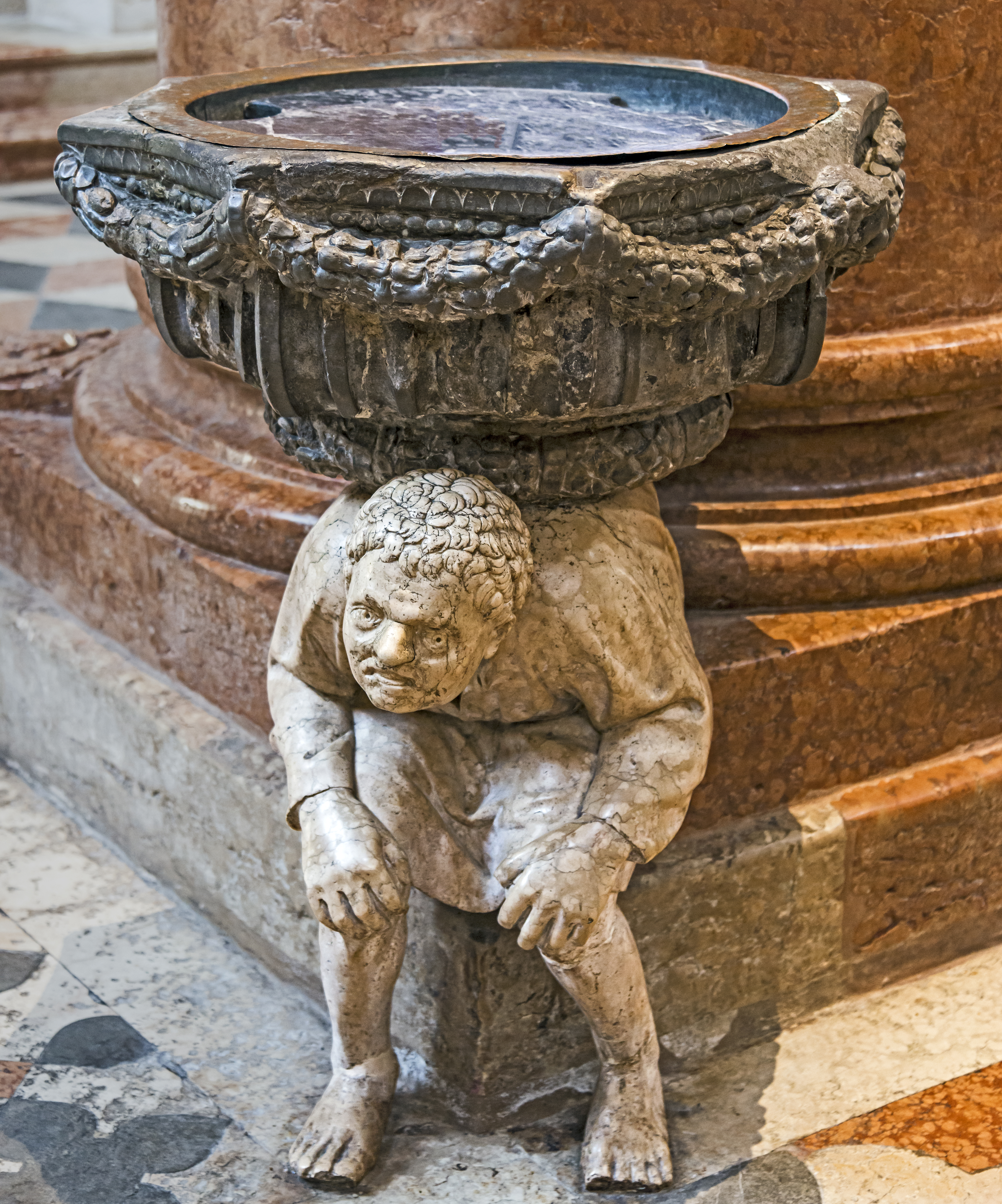
Г. Кальяри. Лавабо с горбуном. 1495
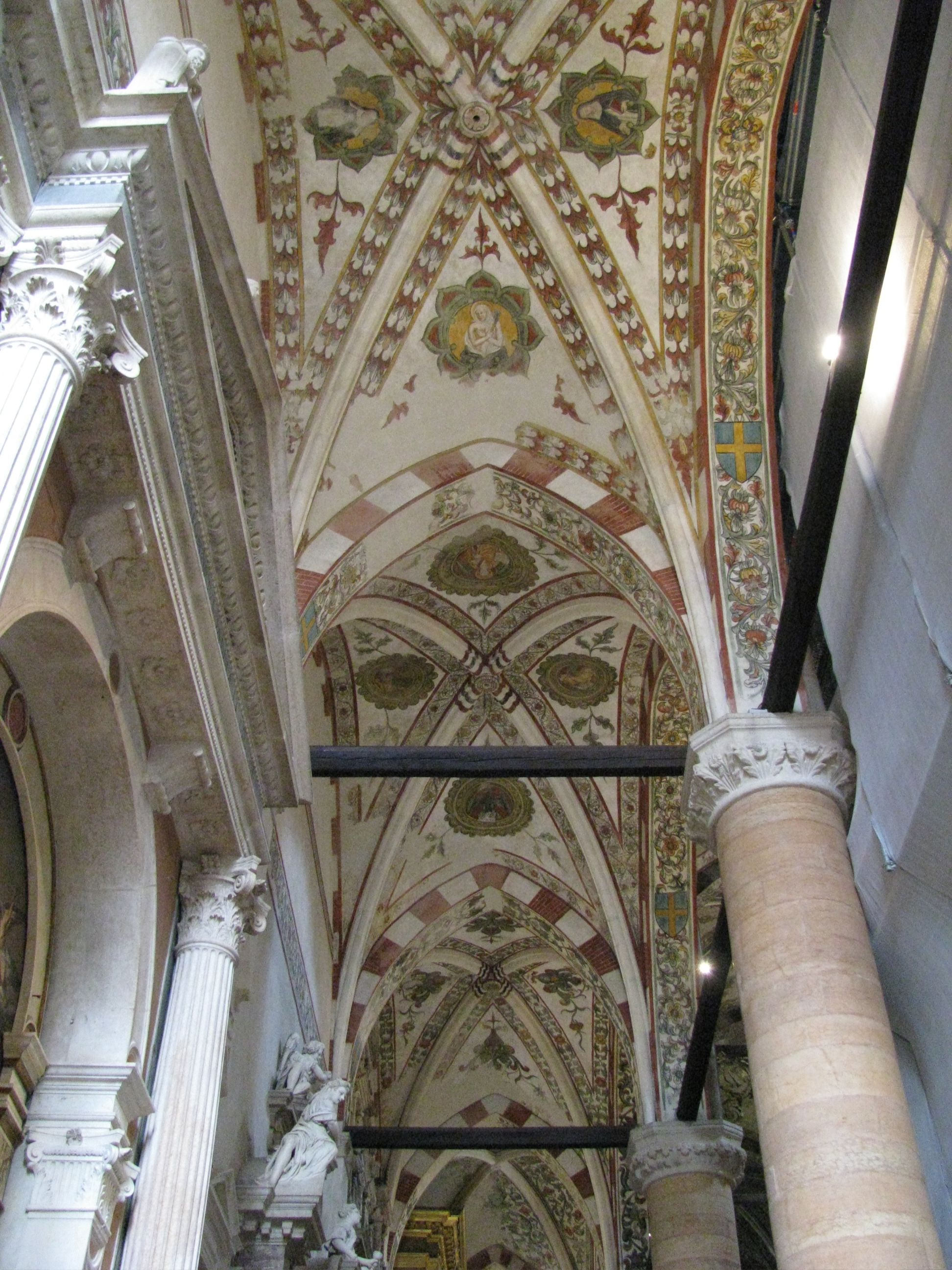
Своды бокового нефа

### Правый неф
| Капелла                     | Убранство |
| --------------------------- | --- |
| Алтарь семейства Фрегозо    | Выполнен Данезе Каттанео в 1565 году. |
| Капелла Викентия Феррери    | Мраморные рельефы Пьетро да Порлецца первой половины XVI века, фреска в верхней части капеллы и алтарный образ со святым Викентием Феррери работы Либерале да Верона. |
| Святой Девы Марии           | В люнете капеллы расположена фреска «Снятие с креста» работы Либерале да Верона (XV век). Алтарь капеллы создан Орацио Маринали с рельефной композицией «Мадонна Ассунта-Иммакулата» (Вознесение Пречистой Девы, 1680-е гг.) |
| Алтарь семейства Пиндемонте | Архитектура капеллы схожа с древнеримской аркой Гави (Верона, I век); капелла украшена алтарным образом «Святой Мартин» работы Франческо Карото (первая половина XVI века). |
| Алтарь святой Розы          | Украшен живописью неизвестного автора XIX века, рядом с капеллой помещён алтарный образ «Вознесение Марии Магдалины со святыми Екатериной Александрийской и Тосканой» работы Либерале да Верона. 1490. |
| Капелла Распятия            | Относится к наиболее старым частям базилики, построена на месте прежней небольшой церкви, посвящённой святой Анастасии. Украшена барельефами работы Парлецца. Рядом с капеллой находится надгробие Джанезелло да Фолгариа работы Барталамео Гиолфино (ок. 1425 года). В капелле установлено распятие неизвестного мастера середины XV века. |
| Капелла Фомы Аквинского     | Расположена в конце правой ветви трансепта, построена в 1488—1502 годы. Главным украшением капеллы является алтарный образ «Дева Мария на троне со святыми Фомой Аквинским и Августином» работы Джироламо дай Либри (вторая треть XVI века).                                                                                                |

### Трансепт
В трансепте расположен главный алтарь базилики, украшенный фресками «Страшный Суд» (Туроне, ок. 1360 года) и «Благовещение» (Микеле Джиламбоно, середина XV века). В главном алтаре находится гробница Кортези Серего, созданная в 1492 году Нанни ди Бартоло.
Трансепт базилики кроме главного алтаря включает в себя четыре капеллы:
| Капелла            | Убранство |
| ------------------ | --- |
| Капелла Кавалии    | Украшена единственной в Вероне полностью сохранившейся фреской Альтикьеро да Дзевио «Семейство Кавалли перед Девой Марией» (ок. 1390 года), которая является вотивным заказом семейства Кавалли. Пилястры капеллы украшают фрески Дева Мария с младенцем, святой Христофор, Чудо святого Эгидия, выполненные Мартино да Верона в начале XV века. В капелле расположена гробница Федерико Кавалли работы Стефано да Верона (начало XV века). |
| Капелла Пеллегрини | В капелле находится главный живописный шедевр храма — фреска Пизанелло «Святой Георгий, освобождающий принцессу» (одна из двух сохранившихся фресок художника). Капеллу также украшают 24 терракотовые панно со сцена из земной жизни Иисуса Христа, созданные в 1435 году Микеле да Фиренце. |
| Капелла Лаваньоли  | Капелла посвящена святой Анне и украшена циклом фресок (Призвание апостолов, Вход в Капернаум и Распятие) анонимного автора XV века (возможно Франческо Бенаджлио или Мишель да Верона), подражавшего Мантенья. |
| Капелла Салерни    | Украшена вотивными фресками работы Стефано да Верона (начало XV века) и фреской Джованни Бадиле (первая половина XV века) «Святой Иаков представляет семейство Маффеи Деве Марии», которая была выполнена им совместно с Пизанелло. |

Окончание левого трансепта не содержит отдельный капеллы, его стена украшена фресками Буонинсенья, Турки и Фаринати.

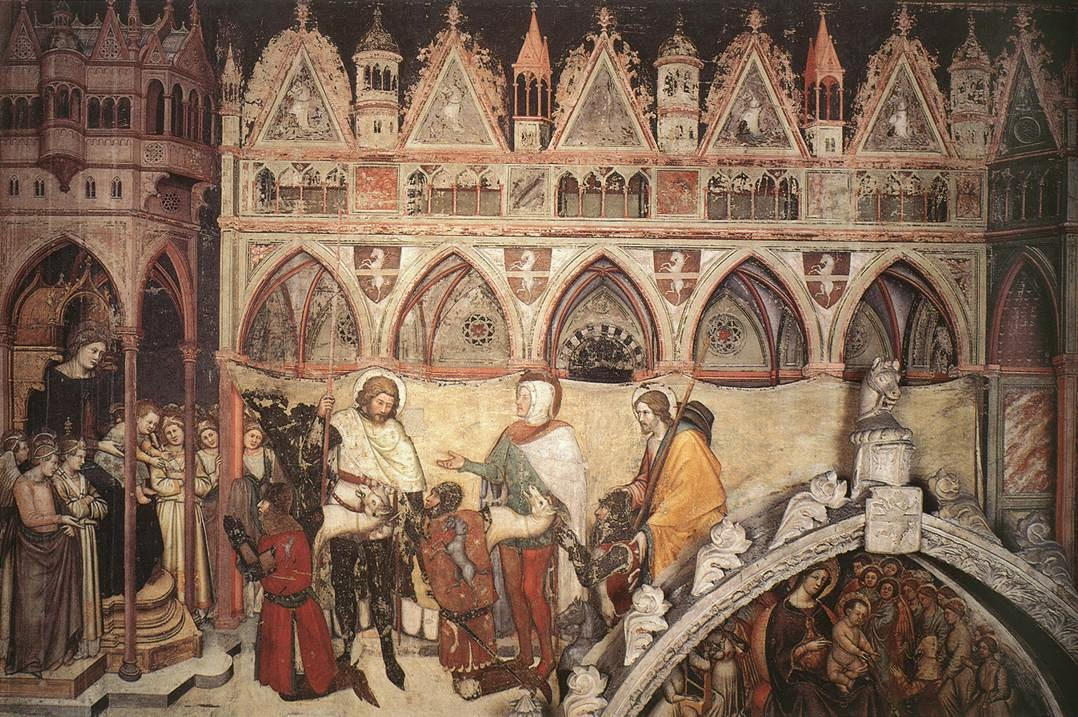
Альтикьеро да Дзевио. Семейство Кавалли перед Девой Марией (капелла Кавалии)
Пизанелло. Святой Георгий, освобождающий принцессу (капелла Пеллегрини)
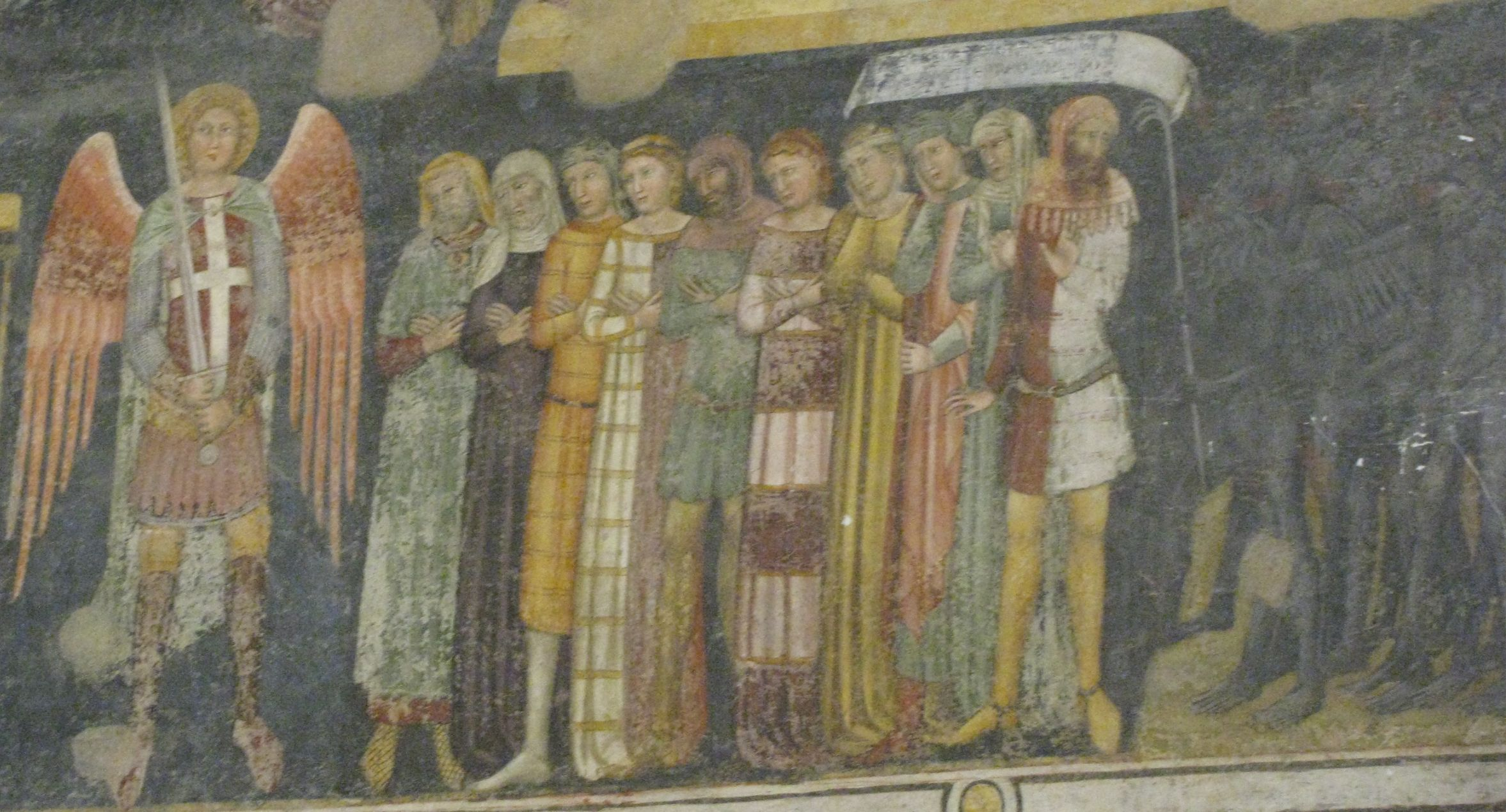
Туроне. Страшный Суд. Деталь (главный алтарь)

### Левый неф
| Капелла                                   | Убранство |
| ----------------------------------------- | --- |
| Капела дель Розарио                       | Построена в конце XVI века Доменико Куртони в память о победе при Лепанто (1571 год). В капелле находятся произведения веронских художников и скульпторов эпохи барокко. Алтарный образ «Мадонна дель Розарио со святыми Петром, Домиником и донаторами» выполнен в конце XIV века Лоренцо Венециано. В капелле находятся орган (мастер Доминико Фаринати) и хоры, созданные в 1625 году. |
| Алтарь Минискальки (капелла Святого Духа) | Люнета украшена фреской Франческо Мороне «Сошествие Святого Духа», алтарный образ «Пятидесятница» создан Николо Джольфино(XVI век). |
| Капелла святого Раймонда                  | Алтарный образ «Мадонна со святыми» работы Брузасорочи (XVI век) с дополнениями Орбетто (XVIII век). |
| Капелла Фаелла                            | Алтарь посвящён святому Эразму. Алтарный образ «Спаситель со святыми Эразмом и Григорием» выполнен в начале XVI века Николо Джольфино. |
| Алтарь семейства Больдери                 | Укращен раскрашенными мраморными статуями Петра-мученика, святых Себастьяна и Роха. Люнета украшена фреской Франческо Мороне «Коронование Девы Марии» |